# 阿蘇市立古城小学校
阿蘇市立古城小学校（あそしりつ こじょうしょうがっこう）は、熊本県阿蘇市一の宮町中通にあった公立小学校。

## 沿革
- 1873年（明治6年） - 公立三野小学校、手野小学校創立
- 1886年（明治19年） - 三野小学校、手野小学校を合併し、坂梨村立梨陽小学校支校として発足
- 1889年（明治22年） - 尋常古城小学校創立
- 1892年（明治25年） - 北坂梨に分教場を設置、古城尋常小学校と改称
- 1894年（明治27年） - 北坂梨分教場を廃止
- 1922年（大正11年） - 古城尋常高等小学校と改称
- 1941年（昭和16年）4月 - 国民学校令施行により古城村立古城国民学校と改称
- 1947年（昭和22年）4月 - 学制改革により高等科を廃し、古城村立古城小学校と改称
- 1950年（昭和25年） - 現在地（中通2177）に校舎新築移転
- 1954年（昭和29年）4月 - 町村合併により一の宮町立古城小学校と改称
- 2005年（平成17年）4月 - 阿蘇市誕生に伴い、阿蘇市立古城小学校と改称
- 2016年（平成28年）4月 - 阿蘇市立宮地小学校・阿蘇市立坂梨小学校との統合により廃校

## 教育目標
仲間とともに夢に向かってがんばる古城の子どもの育成

### めざす学校像
- みんなの居場所がある学校
  - 命を大切にし、一人一人の自尊感情が育まれる学校
- 教育環境が整った学校
  - 言語環境が整備され、緑が多く草花で潤った学校
- 信頼される学校
  - 児童・保護者・地域から愛され、信頼される学校

### めざす児童像
- 心豊かなやさしい子ども
  - 自他への思いやりがあり、仲間を大切にし、感謝の心を持つ子ども
- かしこい子ども
  - 夢に向かって、自ら考え、自ら学ぶ子ども
- たくましい子ども
  - 健康に留意し、何事も最後までやりぬく意志を持った子ども

### めざす教師像
- 子どもに寄り添い、一人一人を大切にできる教職員
- 子ども、保護者、地域から信頼される教職員
- 使命感に燃え、自己研鑽に努める教職員
- 組織の一員としての自覚を持ち、自ら頑張る教職員

## 通学区域
- 阿蘇市
  - 古城1区、古城2区、古城3の1区、古城3の2区、古城4区、古城5の1区、古城5の2区、古城6区、古城7区[1]

## 進学先中学校
- 阿蘇市立一の宮中学校[1]